# Jonathan Schanzer
Pour les articles homonymes, voir Schanzer.
 (novembre 2023).
La mise en forme du texte ne suit pas les recommandations de Wikipédia : il faut le « wikifier ».
Les points d'amélioration suivants sont les cas les plus fréquents. Le détail des points à revoir est peut-être précisé sur la page de discussion.
- Les titres sont pré-formatés par le logiciel. Ils ne sont ni en capitales, ni en gras.
- Le texte ne doit pas être écrit en capitales (les noms de famille non plus), ni en gras, ni en italique, ni en « petit »…
- Le gras n'est utilisé que pour surligner le titre de l'article dans l'introduction, une seule fois.
- L'italique est rarement utilisé : mots en langue étrangère, titres d'œuvres, noms de bateaux, etc.
- Les citations ne sont pas en italique mais en corps de texte normal. Elles sont entourées par des guillemets français : « et ».
- Les listes à puces sont à éviter, des paragraphes rédigés étant largement préférés. Les tableaux sont à réserver à la présentation de données structurées (résultats, etc.).
- Les appels de note de bas de page (petits chiffres en exposant, introduits par l'outil «  Source ») sont à placer entre la fin de phrase et le point final[comme ça].
- Les liens internes (vers d'autres articles de Wikipédia) sont à choisir avec parcimonie. Créez des liens vers des articles approfondissant le sujet. Les termes génériques sans rapport avec le sujet sont à éviter, ainsi que les répétitions de liens vers un même terme.
- Les liens externes sont à placer uniquement dans une section « Liens externes », à la fin de l'article. Ces liens sont à choisir avec parcimonie suivant les règles définies. Si un lien sert de source à l'article, son insertion dans le texte est à faire par les notes de bas de page.
- La présentation des références doit suivre les conventions bibliographiques. Il est recommandé d'utiliser les modèles {{Ouvrage}}, {{Chapitre}}, {{Article}}, {{Lien web}} et/ou {{Bibliographie}}. Le mode d'édition visuel peut mettre en forme automatiquement les références.
- Insérer une infobox (cadre d'informations à droite) n'est pas obligatoire pour parachever la mise en page.

Pour une aide détaillée, merci de consulter Aide:Wikification.
Si vous pensez que ces points ont été résolus, vous pouvez retirer ce bandeau et améliorer la mise en forme d'un autre article.
Jonathan Schanzer est un auteur américain. Il est vice-président recherche à la Fondation pour la défense des démocraties. Il supervise le travail des experts et des universitaires de l'organisation.

## Biographie
Jonathan Schanzer est vice-président recherche au FDD, il y supervise le travail des experts et des universitaires de l'organisation. Il est aussi membre de l'équipe dirigeante du Center on Economic and Financial Power du FDD, un projet sur l'utilisation de la puissance financière et économique comme outil d'intervention de l'État.
Jonathan a d'abord travaillé comme analyste du financement du terrorisme au département du Trésor des États-Unis, où il a contribué à identifier des réseaux de financement du terrorisme. Il a aussi participé à des groupes de réflexion à l'Institut de Washington pour la politique du Proche-Orient et au Forum du Moyen-Orient.
Jonathan Schanzer est l'auteur de plusieurs livres et de très nombreux articles sur le Moyen-Orient. Son livre, Gaza Conflict 2021 : Hamas, Israel and Eleven Days of War (FDD Press 2021), apporte une nouveau regard sur la Crise israélo-palestinienne de 2021. Il est également l'auteur de State of Failure : Yasser Arafat, Mahmoud Abbas, and the Unmaking of the Palestinian State (Palgrave Macmillan 2013) ou il analyse les nombreux dysfonctionnements de l'Autorité palestinienne et son influence sur l'échec de la création d'un véritable État palestinien. Son ouvrage Hamas vs. Fatah : The Struggle for Palestine (Palgrave Macmillan 2008) est une étude sur la guerre civile qui sévit en palestinienne. Son livre Al-Qaeda's Armies : Middle East Affiliate Groups and the Next Generation of Terror (Washington Institute for Near East Policy 2004) s'intéresse au développement d'Al-Qaida au Moyen-Orient.
Il a été invité, en tant qu'expert, sur des chaînes de télévision telles que Fox News, CNN, Al-Arabiya et Al-Jazeera. Il a réalisé plusieurs analyses sur les évènements qui ont débuté le 7 octobre 2023 dont un article intitulé « The War After the War Between Wars » sur le magazine Commentary, et un autre sur le site de la FDD, intitulé « Press Hamas’s state sponsors to end the war ».

## Publications
- (en) Jonathan Schanzer, Hamas vs. Fatah : The Struggle for Palestine, Basingstoke, Palgrave Macmillan, 11 novembre 2008, 239 p. (ISBN 0-230-60905-8)
- (en) Jonathan Schanzer, Al-Qaeda's Armies : Middle East Affiliate Groups & The Next Generation of Terror, Washington, S.P.I. Books, 2001, 222 p. (ISBN 156171884X)
- (en) Jonathan Schanzer, Gaza Conflict 2021 : Hamas, Israel and Eleven Days of War, Washington, Foundation for Defense of Democracies, 2021, 284 p. (ISBN 978-1956450019)